# Eric Steinberg
Eric Steinberg (* 26. August 1969 in Washington, D.C.) ist ein US-amerikanischer Schauspieler, der durch seine Rolle als Colonel Wayne Fields (Emily’s Vater) in der ABC Family TV-Serie Pretty Little Liars bekannt wurde.

## Leben
Steinbergs Vater ist Professor und Direktor des Asian Studies Department in Georgetown und jüdisch-amerikanischer Abstammung. Seine koreanische Mutter ist Opernsängerin und Stimmen-Professorin an der George Washington University. Steinberg besuchte die University of Vermont und die University of Kent in England vor dem Erhalt eines Stipendiums an der University of California in Irvine.
Steinberg wuchs mit seinem Bruder, der derzeit als Fotograf tätig ist, in Thailand auf. Seit 1993 spielt er in zahlreichen Filmen und Fernsehserien.

## Filmografie (Auswahl)
- 1993: Rage of Vengeance
- 1996: Babylon 5 (Fernsehserie, eine Folge)
- 1996: Dark Skies – Tödliche Bedrohung (Dark Skies, Fernsehserie, eine Folge)
- 1996: Star Trek: Der erste Kontakt (Star Trek: First Contact)
- 1997: Martin (Fernsehserie, eine Folge)
- 1998: V.I.P. – Die Bodyguards (V.I.P., Fernsehserie, eine Folge)
- 1998: JAG – Im Auftrag der Ehre (JAG, Fernsehserie, eine Folge)
- 1999: Star Trek: Raumschiff Voyager (Star Trek: Voyager, Fernsehserie, eine Folge)
- 2000: Largo
- 2005: CSI: Miami (Fernsehserie, eine Folge)
- 2005: Charmed – Zauberhafte Hexen (Charmed, Fernsehserie, eine Folge)
- 2005: Navy CIS (NCIS, Fernsehserie, eine Folge)
- 2006: 24 (Fernsehserie, 2 Folgen)
- 2006: Nip/Tuck – Schönheit hat ihren Preis (Nip/Tuck, Fernsehserie, eine Folge)
- 2006: Numbers – Die Logik des Verbrechens (NUMB3RS, Fernsehserie, eine Folge)
- 2006–2007: Stargate – Kommando SG-1 (Stargate SG-1, Fernsehserie, 5 Folgen)
- 2006–2007: Day Break (Fernsehserie, 2 Folgen)
- 2006–2007: Schatten der Leidenschaft (The Young and the Restless, Fernsehserie, 54 Folgen)
- 2007: Without a Trace – Spurlos verschwunden (Without a Trace, Fernsehserie, eine Folge)
- 2007: The Unit – Eine Frage der Ehre (The Unit, Fernsehserie, eine Folge)
- 2008: Terminator: The Sarah Connor Chronicles (Fernsehserie, eine Folge)
- 2010–2011: Zeit der Sehnsucht (Days of our Lives, Fernsehserie, 8 Folgen)
- 2011–2014: Pretty Little Liars (Fernsehserie, 9 Folgen)
- 2012: The Mentalist (Fernsehserie, eine Folge)